# Ryu Kawakami
Ryu Kawakami (født 25. oktober 1994) er en japansk fodboldspiller, som spiller for den japanske fodboldklub Giravanz Kitakyushu.